# Фариндолезе (Пескара)
Фариндолезе (итал. Farindolese) је насеље у Италији у округу Пескара, региону Абруцо.
Према процени из 2011. у насељу је живело 53 становника. Насеље се налази на надморској висини од 509 м.